# Bacchus en Ariadne (Van Everdingen)
Bacchus en Ariadne, ook Bacchus en Ariadne op Naxos en Bacchus en Venus, is een schilderij uit de zeventiende eeuw van de Hollandse kunstschilder Caesar van Everdingen, olieverf op doek, 147 × 161 centimeter groot. Het is een typerend voorbeeld van het Hollands classicisme. Het werk bevindt zich in de collectie van de Gemäldegalerie Alte Meister te Dresden.
Over de voorstelling is geen consensus. Volgens de Gemäldegalerie Alte Meister, waar het aan toebehoort, staan als belangrijkste figuren de Romeinse god van de wijn Bacchus en Ariadne, de dochter van koning Minos van Kreta, afgebeeld. Op de eerste monografische tentoonstelling van werk van Van Everdingen, in 2016-2017 in zijn geboortestad Alkmaar, werd het echter geëxposeerd als Bacchus en Venus. De Gemäldegalerie Alte Meister geeft voor het schilderij als datering circa 1660 op, maar op de expositie in Alkmaar werd circa 1655 - 1660 als juister gezien.

## Thema
Ovidius beschrijft in zijn Metamorfosen (boek 8, 176-182) hoe Ariadne, , verliefd wordt op de Atheense koningszoon Theseus. Theseus was naar Kreta is gekomen om het monster de Minotaurus te doden, die huisde in het labyrint. Ariadne was bereid hem te helpen op voorwaarde dat hij met haar zou trouwen en haar mee zou nemen naar Athene. Ze gaf hem een zwaard en een kluwen wol, ook wel de draad van Ariadne genoemd. De wollen draad moest hij afwikkelen als hij het labyrint inging. Theseus doodde de Minotaurus met het zwaard en vond dankzij de draad van Ariadne de uitgang terug. Vervolgens vlucht hij met Ariadne in de richting van Athene. Op het eiland Naxos laat hij haar echter achter op het strand. Daar treft Bacchus haar aan en maakt haar tot zijn vrouw. Volgens de mythe zou Theseus via hogere machten gedwongen zijn Ariadne achter te laten, waarbij in de Griekse versie Bacchus zelf als kwade genius wordt gezien. Ovidius echter suggereert ook de hand van Venus. Van Everdingen lijkt in zijn Bacchus en Ariadne aan te sluiten bij deze versie.

## Afbeelding
Doorgaans wordt aangenomen dat Van Everdingen in het hier besproken werk Ariadne en Bacchus verbeeldt, conform de naamgeving van de Gemäldegalerie Alte Meister, meer in het bijzonder tijdens hun huwelijk. Er zijn echter ook theorieën die ervan uitgaan dat de hoofdpersoon Flora is of ook wel Venus zelf, met achter zich Ceres, de godin van de landbouw. Ariadne domineert het schilderij. Ze is vrijwel naakt en leunt achterover op haar armen. Van over haar schouder werpt ze een sensuele blik richting de toeschouwer. Opvallend detail is dat ze haar rechterbeen uitstrekt over de knieën van de opvallend jonge en baardeloze Bacchus, hoewel diens benen vanuit anatomisch oogpunt eigenlijk nooit een dergelijke hoek kunnen maken. Rechtsachter Ariadne schildert Van Everdingen een soort van stilleven met fruit en rozen. Aan haar voeten liggen enkele schelpen die in de versie die Ariadne aanduiden, herinneren aan het strand waarop Bacchus haar vond. Op haar hoofd draagt ze een krans met rozen waaraan een parelketting hangt. Volgens de mythe zou Bacchus haar deze rozenkroon als een huwelijksgeschenk hebben geschonken.
De onderscheiden figuren rondom Ariadne zijn allen lager geposteerd en daarmee compositorisch duidelijk aan haar ondergeschikt. Venus, de godin der liefde, bevindt zich tussen hen Ariadne en Bacchus in en kijkt Ariadne aan. Ze brengt het stel bij elkaar. Links op de voorgrond staat een jongetje dat Venus' zoon Amor voorstelt. Hij heeft een wijnkruik in zijn rechterhand en in zijn linker een wijnglas. Op de achtergrond is een sater en een Moors meisje te zien, behorend tot het vaste buitenissige gevolg van Bacchus.

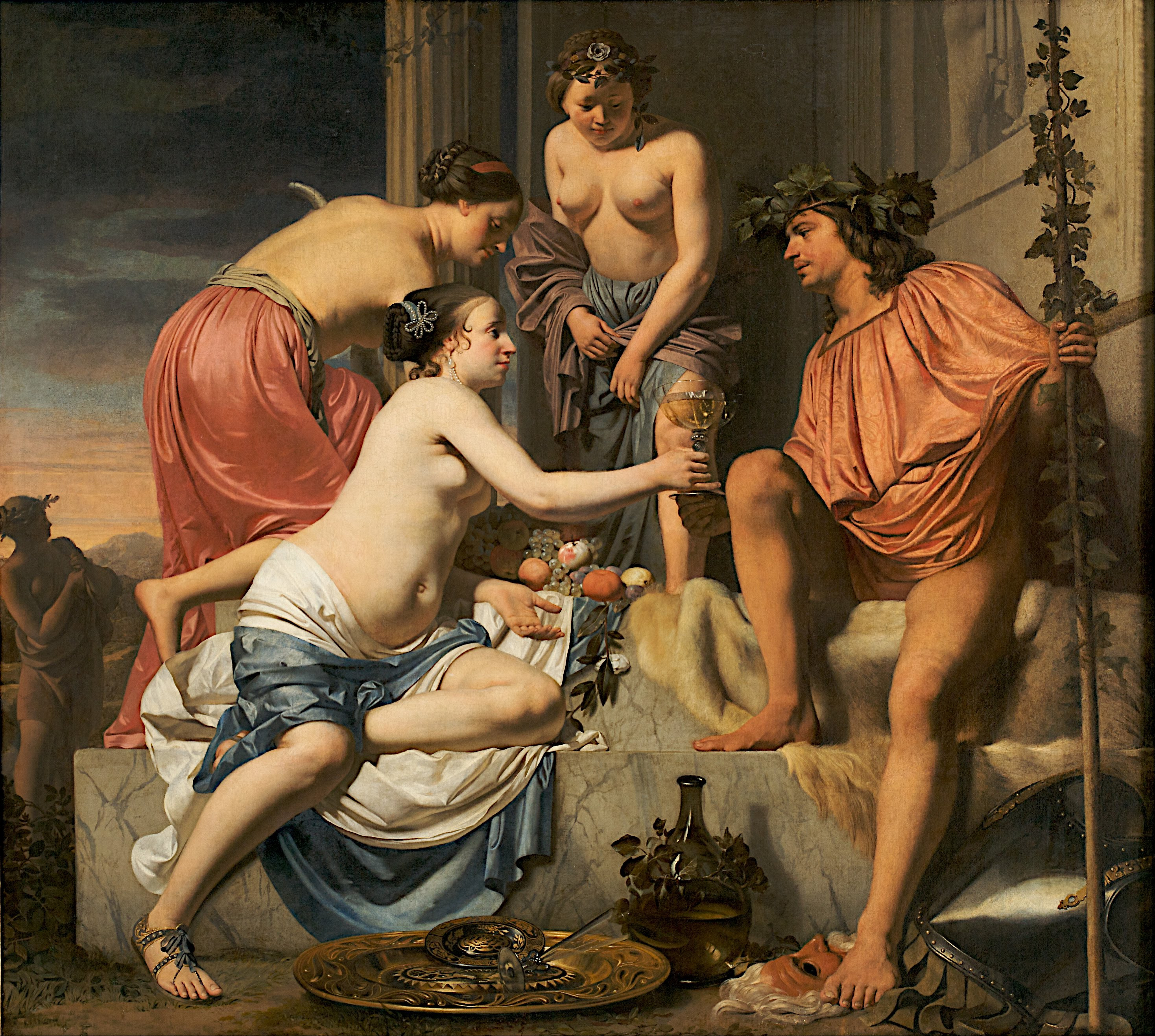
Nimfen bieden Bacchus wijn en fruit aan, 1678.

Van Everdingen schilderde zijn Bacchus en Ariadne in de typische stijl van het zeventiende-eeuwse Hollands classicisme, getypeerd door een "fluwelen" penseelhantering, het gladde oppervlak en de heldere kleurstelling, in een tijd dat bruintinten de schilderkunst domineerden. Ook het mythologische thema was kenmerkend voor het classicisme en verleende bovendien een "alibi" voor het schilderen van naakte vrouwen. In 1678 zou Van Everdingen Bacchus andermaal afbeelden te midden van een viertal nimfen.

## Noot
1. ↑  Van Everdingen was ook een gekend schilder van stillevens.